# Feliks Morosow
Feliks Morosow (ukrainisch Феликс Морозов; * 7. März 2000 in Charkiw) ist ein ukrainischer Eishockeyspieler, der seit September 2022 beim Kiruna IF in der drittklassigen schwedischen Hockeyettan unter Vertrag steht.

## Karriere

### Club
Feliks Morosow begann seine Karriere als Eishockeyspieler bei Druschba 78 Charkiw. 2014 wechselte er für zwei Jahre in die Vereinigten Staaten. Dabei wurde er 2015 Torschützenkönig und Topscorer der Elite Prospects League U14. Anschließend kehrte er in die Heimat zurück und wurde mit dem HK Berkut Kiew 2017 ukrainischer U20-Meister. Nach diesem Erfolg verbrachte er die folgende Saison wieder überwiegend in den USA. Von 2018 bis 2020 spielte er in der kanadischen Juniorenliga Ligue de hockey junior majeur du Québec (LHJMQ). 2020 kehrte er in die Ukraine zurück und wurde in seiner Zeit beim HK Sokil Kiew 2021 mit dem „Gentleman Award“ der ukrainischen Liga ausgezeichnet. 2022 wurde er von den Dogs de Cholet aus der zweitklassigen französischen Division 1 verpflichtet, die er aber schon nach einem Jahr wieder verließ, um sich dem Kiruna IF aus der drittklassigen schwedischen Hockeyettan anzuschließen.

### International
Für die Ukraine nahm Morosow bereits an den U18-Weltmeisterschaften 2017 und 2018 sowie den U20-Weltmeisterschaften 2018, 2019 und 2020 teil.
Für die Herren-Nationalmannschaft spielte Morosow erstmals bei der Weltmeisterschaft der Division I 2022.

## Erfolge und Auszeichnungen
- 2015 Torschützenkönig und Topscorer der Elite Prospects League U14
- 2017 Ukrainischer U20-Meister mit dem HK Berkut Kiew
- 2018 Aufstieg in die Division I, Gruppe A, bei der U18-Weltmeisterschaft der Division I, Gruppe B
- 2021 „Gentleman Award“ der ukrainischen Liga